# Остекление балконов и лоджий
Остекление — услуга, представляющая собой установку оконной конструкции на балконе или лоджии. Преследует цель более комфортно организовать жизненное пространство: избавиться от ветра, осадков, шума и пыли с улицы, а также расширить полезную площадь квартиры. Самовольное застекление балконов и лоджий нарушает правила содержания многоквартирных домов. Существует 2 основных типа остекления: «теплый» и «холодный».

## История
В СССР в большинстве случаев строили жилье с открытыми балконами и лоджиями. Самовольное остекление балконов и лоджий началось с 1970-х годов. Оно носило кустарный характер и первоначально получило наибольшее распространение в южных городах. К 1980-ым оно приобрело более массовый характер, хотя представители ЖЭКов старались бороться с самовольной перепланировкой жилья. Впрочем, к началу 1990-х эта борьба прекратилась. 
Как правило для рам применялся наиболее распространенный тогда строительный и отделочный материал в виде дерева иногда окрашенный масляной краской. Непросто было и со стеклом. Иногда работникам отдельных отраслей удавалось устанавливать остекление из металла и даже стекла на резиновых уплотнителях - детали кузовов оставшиеся от списанных автобусов и троллейбусов и прочей техники. Иногда остекление напоминало остекление веранд, поскольку снималось с идущих под снос частных домов. Образцы кустарного остекления советских времен в старых районах дошли и до нашего времени. 
Начиная с середины 1990-х начали появляться новые материалы. Наиболее часто встречающимся были и остаются сплавы ПВХ.

## Принципы остекления балконов и лоджий
Принципы остекления балконов и лоджий отличаются с точки зрения параметров остекления. Балкон — это площадка, открытая с трёх сторон и укреплённая на выступающих из стены балках. Максимально допустимая нагрузка на опоры балкона не должна превышать 200 кг.
Лоджия, в отличие от балкона, открыта только с одной внешней стороны. Она встроена в фасад здания и с боковых сторон закрыта несущими стенами. В данном случае возможно остекление с установкой более массивных оконных конструкций.

## Типы остекления балконов и лоджий
Существуют два основных типа остекления балконов и лоджий: «теплый» и «холодный».

### «Холодное» остекление
Данный вид остекления предполагает установку алюминиевых оконных профилей. Его можно производить в любых квартирах, вне зависимости от архитектурных особенностей здания. Отсутствие в стеклопакетах теплоизолирующей воздушной подушки уменьшает вес конструкции, поэтому нагрузка на несущие поверхности минимальна. С другой стороны, «холодный» оконный профиль позволяет защитить балкон лишь от ветра и осадков, поэтому температура в помещении будет выше уличной в среднем на 5-7 градусов. Данный тип остекления применяется в тех случаях, когда балкон служит в основном для хранения вещей или невозможны другие варианты.

### «Теплое» остекление
При остеклении лоджий «теплым» способом устанавливаются профили ПВХ c многокамерными стеклопакетами. Такая конструкция обеспечивает тепло- и шумоизоляцию помещения. Чем шире монтажная ширина оконной конструкции, больше воздушных камер в профиле-ПВХ и контуров уплотнения, а так же стеклопакеты (прозрачное заполнение ПВХ-конструкций) камеры, которых заполнены инертным газом, тем выше показатели тепло- и шумоизоляции. Комплексное утепление стен, пола и потолка в сочетании с «теплым» остеклением окон позволяет расширить полезную площадь квартиры или создать дополнительную комнату. Основное требование к установке — наличие крепкого парапета или дополнительных опор для основной плиты. Данный тип остекления не используется в старых домах и чаще всего применяется при отделке лоджий. Однако в контексте запрета выноса отопления, установки тёплых полов, а также наличия балконного блока, данный вид остекления нецелесообразен при остеклении балконов и лоджий.
Также в последнее время стали выделять «промежуточный» тип остекления
Он сочетает в себе преимущества раздвижного алюминиевого и тёплого ПВХ-остекления. При таком типе остекления используется раздвижной пластиковый профиль со стеклопакетом. Он обеспечивает высокий уровень теплоизоляции, а также, за счёт раздвижных створок, сохраняет полезную площадь квартиры.